# Cúmul d'Escaire
El cúmul d'Escaire (ACO 3627 o Abell 3627) és un cúmul de galàxies que sembla la part més important i massiva del Gran Atractor. De fet, s'estima que la massa del cúmul d'Escaire és de 1015 masses solars; conté un 10% o més del total del Gran Atractor. Com que només està situat a 7 graus del nostre pla galàctic, el seu estudi des de la Terra és molt difícil, ja que es troba en la denominada zona buida, i la mateixa Via Làctia n'impedeix una bona observació.